# Sørenn Rasmussen

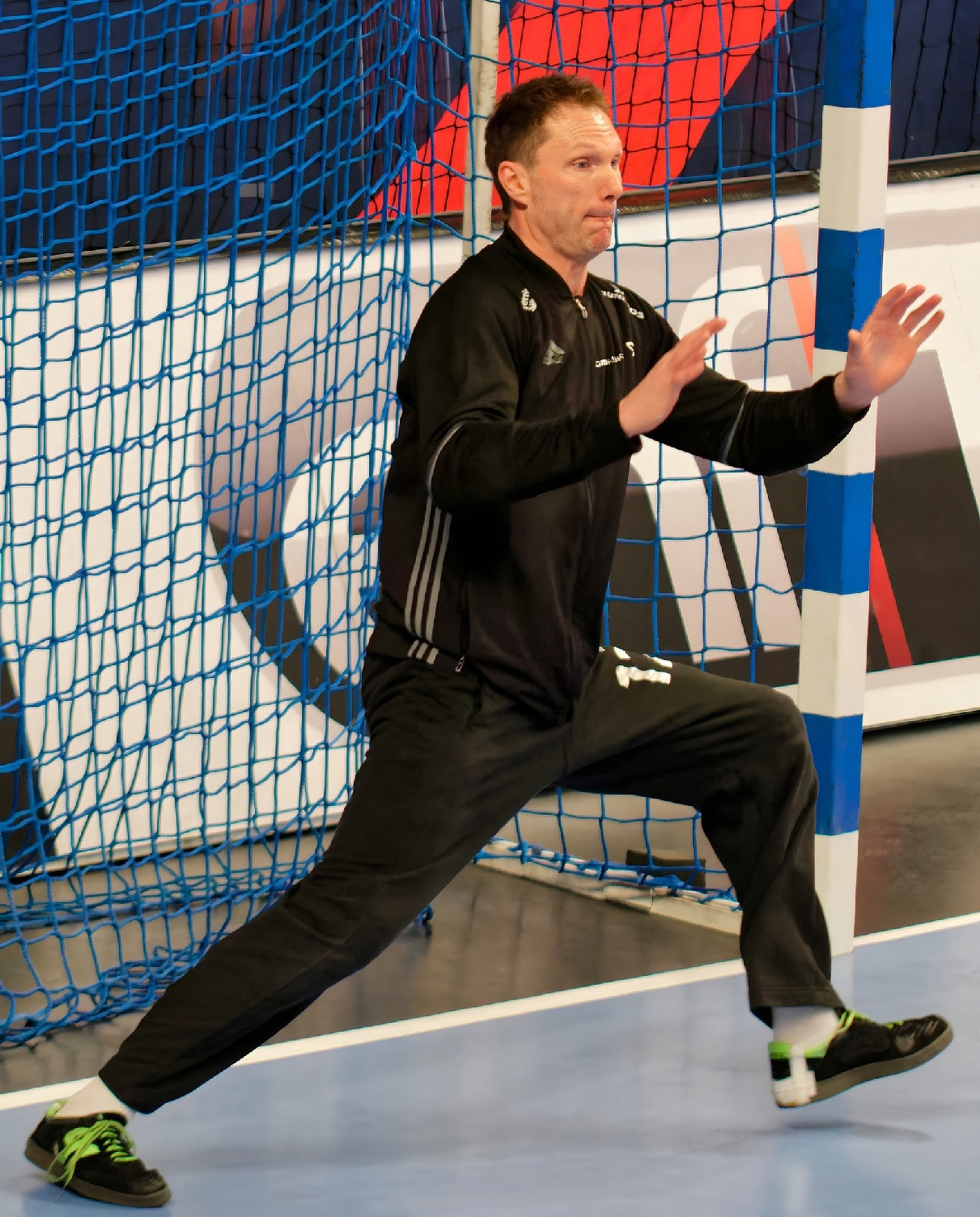
Sørenn Rasmussen, 2017.

Sørenn Rasmussen, född 12 augusti 1976 i Skive, är en dansk tidigare handbollsmålvakt. Han spelade 41 landskamper för Danmarks landslag och var med och tog VM-silver 2011 i Sverige.

## Klubbar
- Balling (–1994)
- HRH 74 (1994)
- HEI (1994–1995)
- Thisted IK (1995–1997)
- Viborg HK (1997–2003)
- AaB Håndbold (2003–2010)
- SG Flensburg-Handewitt (2010–2014)
- Bjerringbro-Silkeborg (2014–2017)
- Ribe-Esbjerg HH (2017–2022)